# Futbol'nyj Klub Dynamo Kyïv 1984
Questa voce raccoglie le informazioni riguardanti il Futbol'nyj Klub Dynamo Kyïv, meglio conosciuta come Dinamo Kiev, nelle competizioni ufficiali della stagione 1984.

## Stagione
Nella stagione 1984 la Dinamo Kiev terminò il campionato sovietico al decimo posto. La stagione vide due coppe nazionali, quella interamente disputata nell'anno solare vide la Dinamo Kiev fu eliminata ai tempi supplementari dal CSKA Mosca agli ottavi di finale. In quella a cavallo tra il 1984 e il 1985 risultò vincitore battendo in finale lo Šachtar per 2-1.

## Rosa
| N. |                             | Ruolo | Calciatore           |
| -- | --------------------------- | ----- | -------------------- |
| -  | Unione Sovietica (bandiera) | P     | Viktor Čanov         |
| -  | Unione Sovietica (bandiera) | P     | Mychajlo Mychajlov   |
| -  | Unione Sovietica (bandiera) | D     | Anatoli Demianenko   |
| -  | Unione Sovietica (bandiera) | D     | Oleh Kuznjecov       |
| -  | Unione Sovietica (bandiera) | D     | Volodymyr Bezsonov   |
| -  | Unione Sovietica (bandiera) | D     | Volodymyr Lozyns'kyj |
| -  | Unione Sovietica (bandiera) | D     | Serhij Baltača       |
| -  | Unione Sovietica (bandiera) | D     | Serhiy Zhuravlyov    |
| -  | Unione Sovietica (bandiera) | D     | Vasyl Evseev         |
| -  | Unione Sovietica (bandiera) | C     | Oleksandr Hij        |

| N. |                             | Ruolo | Calciatore            |
| -- | --------------------------- | ----- | --------------------- |
| -  | Unione Sovietica (bandiera) | C     | Mychajlo Olefirenko   |
| -  | Unione Sovietica (bandiera) | C     | Andrej Bal'           |
| -  | Unione Sovietica (bandiera) | C     | Leonid Burjak         |
| -  | Unione Sovietica (bandiera) | C     | Vasyl' Rac            |
| -  | Unione Sovietica (bandiera) | C     | Pavel Jakovenko       |
| -  | Unione Sovietica (bandiera) | C     | Vadym Jevtušenko      |
| -  | Unione Sovietica (bandiera) | C     | Oleksij Mychajlyčenko |
| -  | Unione Sovietica (bandiera) | C     | Oleksandr Zavarov     |
| -  | Unione Sovietica (bandiera) | A     | Oleh Blochin          |
| -  | Unione Sovietica (bandiera) | A     | Viktor Khlus          |

## Maglie e sponsor
| Casa | Casa |

## Statistiche

### Statistiche di squadra
| Competizione    | Punti | Totale | Totale | Totale | Totale | Totale | Totale | DR  |
| Competizione    | Punti | G      | V      | N      | P      | Gf     | Gs     | DR  |
| --------------- | ----- | ------ | ------ | ------ | ------ | ------ | ------ | --- |
| Vysšaja Liha    | 34    | 34     | 12     | 13     | 9      | 46     | 30     | +16 |
| Coppa dell'URSS | -     | 2      | 1      | 0      | 1      | 5      | 5      | 0   |
| Coppa dell'URSS | -     | 5      | 4      | 1      | 0      | 12     | 5      | +7  |
| Totale          | 34    | 41     | 17     | 14     | 10     | 63     | 40     | +23 |